# DDR-Bahn-Radmeisterschaften 1984
Die DDR-Meisterschaften im Bahnradsport wurden 1984 zum 36. Mal ausgetragen und fanden vom 7. bis 9. Juni auf der Leipziger Alfred-Rosch-Kampfbahn statt.
Bei den Männern verteidigte der Cottbuser Sprinter Lutz Heßlich und in der Mannschaftsverfolgung das Quartett des SC Karl-Marx-Stadt ihre Titel aus dem Vorjahr erfolgreich. Seinen zweiten Titel nach 1981 sicherte sich im 1000-m-Zeitfahren Maic Malchow. Alle anderen Sieger kamen zu ihren ersten Meisterschaftsehren.
Bei den Frauen knüpfte Christa Rothenburger mit ihrem Doppelerfolg im Sprint und im 500-m-Zeitfahren an ihrer Erfolge der Jahre 1980 bis 1982 an.
Der Titel im Zweier-Mannschaftsfahren wurde erst am 13. Oktober auf der Cottbuser Radrennbahn ermittelt.
Die DDR-Winterbahnmeisterschaften wurden 1984 zum 9. Mal ausgetragen und fanden vom 5. bis 7. Januar traditionell in der Werner-Seelenbinder-Halle von Ost-Berlin statt.
Bei den Meisterschaften kam kein Vorjahressieger erneut zum Erfolg, und auf allen drei Zeitfahrstrecken wurden neue Bahnrekorde aufgestellt.

## Männer

### Sprint
Seinen sechsten Titel und dritten in Folge sicherte sich der amtierende Weltmeister Lutz Heßlich gegen den starken Karl-Marx-Städter Winterbahnmeister Michael Hübner und dem Berliner Ralf-Guido Kuschy.
| Pl. | Fahrer            | Verein             |
| --- | ----------------- | ------------------ |
| 1   | Lutz Heßlich      | SC Cottbus         |
| 2   | Michael Hübner    | SC Karl-Marx-Stadt |
| 3   | Ralf-Guido Kuschy | TSC Berlin         |
| 4   | Detlef Uibel      | SC Cottbus         |
| 5   | Olaf Arndt        | TSC Berlin         |
| 6   | Karsten Schmalfuß | SC Karl-Marx-Stadt |
| 7   | Maik Krannig      | SC Cottbus         |
| 8   | Christian Völker  | SC Dynamo Berlin   |

### 1000-m-Zeitfahren
Datum: 7. Juni
Bei schwierigen äußeren Bedingungen gingen zwölf Zeitfahrer auf die 1000-m-Distanz. Der Leipziger Maic Malchow (Junioren-Weltmeister von 1980) sicherte sich nach 1981 seinen zweiten Meistertitel. Er verwies den amtierenden Winterbahnmeister Andreas Ganske und den Cottbuser Detlef Uibel auf die Plätze. Der fünffache Weltmeister Lothar Thoms kam nach Verletzungen mit notwendigen Operationen auf einen respektablen fünften Rang.
| Pl. | Fahrer         | Verein           | Zeit (min) |
| --- | -------------- | ---------------- | ---------- |
| 1   | Maic Malchow   | SC DHfK Leipzig  | 1:06,52    |
| 2   | Andreas Ganske | TSC Berlin       | 1:07,17    |
| 3   | Detlef Uibel   | SC Cottbus       | 1:07,29    |
| 4   | Bill Huck      | SC Dynamo Berlin | 1:07,44    |
| 5   | Lothar Thoms   | SC Cottbus       | 1:07,57    |
| 6   | Emanuel Raasch | SC Dynamo Berlin | 1:07,71    |

### 4000-m-Einerverfolgung
Datum: 8. Juni
In Abwesenheit von Titelverteidiger Bernd Dittert gewann der Karl-Marx-Städter Mario Hernig seinen ersten Titel in der Einerverfolgung. Dabei verwies er seinen Klubkameraden und Qualifikationsbesten Harald Wolf sowie den BSG-Fahrer Wolfgang Lötzsch auf die Plätze.
| Pl. | Fahrer           | Verein                           | Zeit (min)        |
| --- | ---------------- | -------------------------------- | ----------------- |
| 1   | Mario Hernig     | SC Karl-Marx-Stadt               | 4:54,02 ↔ 4:58,67 |
| 2   | Harald Wolf      | SC Karl-Marx-Stadt               | 4:54,02 ↔ 4:58,67 |
| 3   | Wolfgang Lötzsch | BSG Motor Ascota Karl-Marx-Stadt | 4:56,62 ↔ 5:00,46 |
| 4   | Volker Winkler   | SC Cottbus                       | 4:56,62 ↔ 5:00,46 |

|  | Viertelfinale    | Viertelfinale    |              |                  | Halbfinale       | Halbfinale |  |  | Finale | Finale |
|  |                  |                  |              |                  |                  |            |  |  |        |        |
|  |                  |                  |              |                  |                  |            |  |  |        |        |
|  | Harald Wolf      | 4:54,98          |              |                  |                  |            |  |  |        |        |
|  | Harald Wolf      | 4:54,98          |              |                  |                  |            |  |  |        |        |
|  | Gerald Buder     | 4:57,94          |              |                  |                  |            |  |  |        |        |
|  | Gerald Buder     | 4:57,94          | Harald Wolf  | 4:56,93          |                  |            |  |  |        |        |
|  |                  |                  | Harald Wolf  | 4:56,93          |                  |            |  |  |        |        |
|  |                  | Volker Winkler   | 4:57,30      |                  |                  |            |  |  |        |        |
|  | Volker Winkler   | Volker Winkler   | 4:57,30      | 5:01,74          |                  |            |  |  |        |        |
|  | Volker Winkler   |                  |              | 5:01,74          |                  |            |  |  |        |        |
|  | Lutz Haustein    | 5:06,02          |              |                  |                  |            |  |  |        |        |
|  |                  |                  | Harald Wolf  | 4:58,67          |                  |            |  |  |        |        |
|  |                  |                  |              | Mario Hernig     | 4:54,02          |            |  |  |        |        |
|  | Mario Hernig     | 4:58,49          |              |                  |                  |            |  |  |        |        |
|  | Frank Kühn       | 5:01,93          |              |                  |                  |            |  |  |        |        |
|  | Frank Kühn       | 5:01,93          | Mario Hernig | 4:56,64          |                  |            |  |  |        |        |
|  |                  |                  | Mario Hernig | 4:56,64          | Spiel um Platz 3 |            |  |  |        |        |
|  |                  | Wolfgang Lötzsch | 5:02,18      |                  |                  |            |  |  |        |        |
|  | Wolfgang Lötzsch | Wolfgang Lötzsch | 5:02,18      | 4:55,52          | Volker Winkler   | 5:00,46    |  |  |        |        |
|  | Wolfgang Lötzsch |                  |              | 4:55,52          | Volker Winkler   | 5:00,46    |  |  |        |        |
|  | Michael Köller   | 4:55,53          |              | Wolfgang Lötzsch | 4:56,62          |            |  |  |        |        |
|  | Michael Köller   | 4:55,53          |              |                  | 4:56,62          |            |  |  |        |        |
|  |                  |                  |              |                  |                  |            |  |  |        |        |

### 4000-m-Mannschaftsverfolgung
Nach der besten Zeit in der Qualifikation, verteidigten die Karl-Marx-Städter souverän ihren Titel aus dem Vorjahr. Dabei besiegte man im Halbfinale den SC Dynamo Berlin und verwies im Finale den SC Turbine Erfurt auf den zweiten Platz. Das Quartett aus Karl-Marx-Stadt machte damit in unveränderter Besetzung den Titel-Hattrick perfekt.
| Pl. | Verein             | Fahrer                                                      | Zeit (min)        |
| --- | ------------------ | ----------------------------------------------------------- | ----------------- |
| 1   | SC Karl-Marx-Stadt | Harald Wolf, Mario Hernig, Steffen Stier, Jörg Stein        | 4:31,78 ↔ 4:39,96 |
| 2   | SC Turbine Erfurt  | Detlef Macha, Jörg Windorf, Uwe Hochfeld, Michael Stück     | 4:31,78 ↔ 4:39,96 |
| 3   | SC Dynamo Berlin   | Gerald Buder, Ottmar Trittel, Carsten Wolf, Frank Siggelkow | 4:38,57 ↔ 4:46,46 |
| 4   | TSC Berlin         | Michael Köller, Frank Kühn, Christian Jäger, Cedric Güthe   | 4:38,57 ↔ 4:46,46 |

|  | Halbfinale          | Halbfinale        |                  |         | Finale | Finale |
|  |                     |                   |                  |         |        |        |
|  | SC Karl-Marx-Stadt  | 4:34,93           |                  |         |        |        |
|  | SC Dynamo Berlin    | 4:47,23           |                  |         |        |        |
|  |                     |                   |                  |         |        |        |
|  |                     |                   |                  |         |        |        |
|  | SC Karl-Marx-Stadt  | 4:31,78           |                  |         |        |        |
|  |                     | SC Turbine Erfurt | 4:39,96          |         |        |        |
|  |                     |                   |                  |         |        |        |
|  | Spiel um Platz drei |                   |                  |         |        |        |
|  |                     |                   | SC Dynamo Berlin | 4:38,57 |        |        |
|  | TSC Berlin          | 4:35,59           | TSC Berlin       | 4:46,46 |        |        |
|  | SC Turbine Erfurt   | 4:34,48           |                  |         |        |        |

### 50-km-Punktefahren
Der erfahrene Dieter Stein konnte erst an der drittletzten Wertung dem jungen Carsten Wolf enteilen und gewann seinen ersten Titel in dieser Disziplin.
| Pl. | Fahrer            | Verein                    | Punkte |
| --- | ----------------- | ------------------------- | ------ |
| 1   | Dieter Stein      | TSC Berlin                | 45     |
| 2   | Carsten Wolf      | SC Dynamo Berlin          | 44     |
| 3   | Jörg Windorf      | SC Turbine Erfurt         | 33     |
| 4   | Hans-Joachim Pohl | ASK Vorwärts Frankfurt/O. | 32     |
| 5   | Lutz Haueisen     | SG Wismut Gera            | 32     |
| 6   | Jürgen Kummer     | SC Cottbus                | 24     |

### 50-km-Steherrennen
Neuer DDR-Meister im Steherrennen wurde der 27-jährige Karl-Marx-Städter Jörg Flohrer. Er verwies Titelverteidiger Günter Gottlieb auf den zweiten Platz, dem ein nicht einwandfrei laufender Motor seines Schrittmachers die Chance nahm, seine sechste Meisterschaft in Folge zu gewinnen.
| Pl. | Fahrer                                | Verein                                             | Zeit (min)    |
| --- | ------------------------------------- | -------------------------------------------------- | ------------- |
| 1   | Jörg Flohrer hinter Dieter Hillert    | BSG Motor Ascota Karl-Marx-Stadt BSG Chemie Böhlen | 44:15         |
| 2   | Günter Gottlieb hinter Günter Hillert | BSG Lokomotive Halle BSG Chemie Böhlen             | 0280 m zurück |
| 3   | Ronald Hempel hinter Carl Riedel      | BSG Aufbau Centrum Leipzig BSG Motor Holzhausen    | 1070 m zurück |

### 60-km-Zweier-Mannschaftsfahren
Datum: 13. Oktober
Den letzten Titel des Jahres und zugleich auch letzten im Zweier-Mannschaftsfahren in der Geschichte des DDR-Bahnradsports sicherten sich die Vizemeister des Vorjahres Axel Grosser und Jens Wittek aus Leipzig.
| Pl. | Fahrer                        | Verein          |
| --- | ----------------------------- | --------------- |
| 1   | Axel Grosser / Jens Wittek    | SC DHfK Leipzig |
| 2   | Michael Köller / Frank Kühn   | TSC Berlin      |
| 3   | Gerald Mortag / Frank Seeland | SG Wismut Gera  |

## Frauen

### Sprint
Datum: 8. Juni
 Die favorisierte Dresdnerin Christa Rothenburger gewann ihren vierten Meistertitel im Sprint seit 1980. Dabei verwies sie Sabine Zierold und Silke Bauerdorf auf die Plätze.
| Pl. | Fahrerin             | Verein                      |
| --- | -------------------- | --------------------------- |
| 1   | Christa Rothenburger | SC Einheit Dresden          |
| 2   | Sabine Zierold       | BSG Einheit Radebeul        |
| 3   | Silke Bauerdorf      | SG Dynamo Bischofswerda     |
| 4   | Heike Nöske          | BSG Motor Magdeburg Süd-Ost |
| 5   | Carola Bürger        | SC Einheit Dresden          |

### 500-m-Zeitfahren
Wie im Sprint gewann die favorisierte Dresdnerin Christa Rothenburger ihren vierten Meistertitel über die 500-m-Distanz seit 1980.
| Pl. | Fahrerin             | Verein                    | Zeit (s) |
| --- | -------------------- | ------------------------- | -------- |
| 1   | Christa Rothenburger | SC Einheit Dresden        | 39,10    |
| 2   | Elke Bock            | BSG Rotation Leipzig-Ost  | 42,40    |
| 3   | Birgit Bär           | BSG Lokomotive Nordhausen | 42,45    |
| 4   | Sabine Zierold       | BSG Einheit Radebeul      | 42,89    |

### 3000-m-Einerverfolgung
Den Titel in der Einerverfolgung sicherte sich die Vorjahresdritte Silke Bauerdorf aus Bischofswerda.
| Pl. | Fahrerin        | Verein                      | Zeit (min)        |
| --- | --------------- | --------------------------- | ----------------- |
| 1   | Silke Bauerdorf | SG Dynamo Bischofswerda     | 4:29,40 ↔ 4:31,11 |
| 2   | Sabine Zierold  | BSG Einheit Radebeul        | 4:29,40 ↔ 4:31,11 |
| 3   | Heike Nöske     | BSG Motor Magdeburg Süd-Ost | 4:35,19 ↔ 4:45,82 |
| 4   | Elke Bock       | BSG Rotation Leipzig-Ost    | 4:35,19 ↔ 4:45,82 |

## Winterbahnmeisterschaften
Die DDR-Winterbahnmeisterschaften wurden 1984 zum 9. Mal ausgetragen und fanden vom 5. bis 7. Januar traditionell in der Werner-Seelenbinder-Halle von Ost-Berlin statt.
Bei den Meisterschaften kam kein Vorjahressieger erneut zum Erfolg und auf allen drei Zeitfahrstrecken wurden neue Bahnrekorde aufgestellt.

## Zeitplan
| Zeitplan                  | Zeitplan  | Zeitplan | Zeitplan |
| Datum                     | Datum     | Wettbewerbe |          |
| ------------------------- | --------- | --- | -------- |
| Donnerstag 5. Januar 1984 |           | 4000-m-Einerverfolgung – Qualifikation 4000-m-Einerverfolgung – Viertelfinale                                                            |          |
| Freitag 6. Januar 1984    | 18.30 Uhr | 4000-m-Einerverfolgung – Halbfinale 1000-m-Zeitfahren 4000-m-Einerverfolgung 50-km-Zweier-Mannschaftsfahren dazwischen Sprint – Vorläufe |          |
| Sonnabend 7. Januar 1984  | 18.00 Uhr | Sprint – Halbfinale 4000-m-Mannschaftsverfolgung Sprint 200 Runden Punktefahren                                                          |          |

## Ergebnisse

### Sprint
Der Karl-Marx-Städter Michael Hübner sicherte sich seinen ersten Titel im Sprint bei den Winterbahnmeisterschaften. Im Finale setzte er sich mit jeweils zwei Siegen gegen Ralf-Guido Kuschy und Christian Drescher durch. Diese Konstellation im Finale ergab sich, durch das fern bleiben des sechsmaligen Titelträgers Lutz Heßlich im Halbfinale, der bei einem Sturz im Viertelfinale eine Gehirnerschütterung erlitt.
| Pl. | Fahrer             | Verein             |
| --- | ------------------ | ------------------ |
| 1   | Michael Hübner     | SC Karl-Marx-Stadt |
| 2   | Ralf-Guido Kuschy  | TSC Berlin         |
| 3   | Christian Drescher | TSC Berlin         |
| 4   | Lutz Heßlich       | SC Cottbus         |
| 5   | Karsten Schmalfuß  | SC Karl-Marx-Stadt |
| 6   | Michael Kalisch    | SC Dynamo Berlin   |

### 1000-m-Zeitfahren
Der 19-jährige Berliner Andreas Ganske (Junioren-Weltmeister von 1982) sicherte sich den Meistertitel vor Titelverteidiger Maic Malchow und Emanuel Raasch. Dabei verbesserte er den sechs Jahre alten Bahnrekord des mehrfachen Weltmeisters Lothar Thoms um 0,72 s.
| Pl. | Fahrer         | Verein           | Zeit (min) |
| --- | -------------- | ---------------- | ---------- |
| 1   | Andreas Ganske | TSC Berlin       | 1:06,72    |
| 2   | Maic Malchow   | SC DHfK Leipzig  | 1:07,72    |
| 3   | Emanuel Raasch | SC Dynamo Berlin | 1:08,47    |
| 4   | Peter Grünke   | TSC Berlin       | 1:08,59    |
| 5   | Rainer Hönisch | SC Dynamo Berlin | 1:08,69    |
| 6   | Bill Huck      | SC Dynamo Berlin | 1:08,73    |

### 4000-m-Einerverfolgung
In der Qualifikation, die 72 Starter bestritten, erzielte der Karl-Marx-Städter Mario Hernig mit 4:51,20 min einen neuen Bahnrekord. Diesen verbesserte er noch einmal im Viertelfinale auf 4:47,76 min. Im Halbfinale musste er sich jedoch dem amtierenden Straßen-Weltmeister Uwe Raab geschlagen geben, der sich anschließend im Finale gegen seinen Klubkameraden Uwe Ampler den Titel holte.
| Pl. | Fahrer         | Verein             | Zeit (min)             |
| --- | -------------- | ------------------ | ---------------------- |
| 1   | Uwe Raab       | SC DHfK Leipzig    | 4:52,39 ↔ 4:57,08      |
| 2   | Uwe Ampler     | SC DHfK Leipzig    | 4:52,39 ↔ 4:57,08      |
| 3   | Mario Hernig   | SC Karl-Marx-Stadt | Kummer wurde eingeholt |
| 4   | Mario Kummer   | SC Turbine Erfurt  | Kummer wurde eingeholt |
| 5   | Michael Köller | TSC Berlin         | 4:50,22 ↔ 4:51,82      |
| 6   | Frank Kühn     | TSC Berlin         | 4:50,22 ↔ 4:51,82      |

|  | Viertelfinale  | Viertelfinale |                  |              | Halbfinale | Halbfinale |  |  | Finale | Finale |
|  |                |               |                  |              |            |            |  |  |        |        |
|  |                |               |                  |              |            |            |  |  |        |        |
|  | Mario Hernig   | 4:47,67       |                  |              |            |            |  |  |        |        |
|  | Mario Hernig   | 4:47,67       |                  |              |            |            |  |  |        |        |
|  | Lutz Haustein  | eingeholt     |                  |              |            |            |  |  |        |        |
|  | Lutz Haustein  | eingeholt     | Mario Hernig     | 4:52,35      |            |            |  |  |        |        |
|  |                |               | Mario Hernig     | 4:52,35      |            |            |  |  |        |        |
|  |                | Uwe Raab      | 4:49,89          |              |            |            |  |  |        |        |
|  | Uwe Raab       | Uwe Raab      | 4:49,89          | 4:49,56      |            |            |  |  |        |        |
|  | Uwe Raab       |               |                  | 4:49,56      |            |            |  |  |        |        |
|  | Frank Kühn     |               |                  |              |            |            |  |  |        |        |
|  |                |               | Uwe Raab         | 4:52,39      |            |            |  |  |        |        |
|  |                |               |                  | Uwe Ampler   | 4:57,08    |            |  |  |        |        |
|  | Mario Kummer   | 4:50,87       |                  |              |            |            |  |  |        |        |
|  | Michael Köller |               |                  |              |            |            |  |  |        |        |
|  | Mario Kummer   |               |                  |              |            |            |  |  |        |        |
|  |                |               | Spiel um Platz 3 |              |            |            |  |  |        |        |
|  |                | Uwe Ampler    |                  |              |            |            |  |  |        |        |
|  | Uwe Ampler     | 4:49,42       | Mario Hernig     |              |            |            |  |  |        |        |
|  | Uwe Ampler     | 4:49,42       | Mario Hernig     |              |            |            |  |  |        |        |
|  | Steffen Stier  |               |                  | Mario Kummer | eingeholt  |            |  |  |        |        |
|  | Steffen Stier  |               |                  | Mario Kummer | eingeholt  |            |  |  |        |        |
|  |                |               |                  |              |            |            |  |  |        |        |

### 4000-m-Mannschaftsverfolgung
In der Qualifikation stellte der Vierer vom SC Karl-Marx-Stadt mit 4:34,03 min einen neuen Bahnrekord auf. Diesen verloren sie jedoch im Finale an das Quartett aus Frankfurt/O. die mit 4:31,77 min siegten.
| Pl. | Verein                    | Fahrer                                                      | Zeit (min)        |
| --- | ------------------------- | ----------------------------------------------------------- | ----------------- |
| 1   | ASK Vorwärts Frankfurt/O. | Hardy Gröger, Thomas Kapuste, Thomas Schnelle, Dan Radtke   | 4:31,77 ↔ 4:34,86 |
| 2   | SC Karl-Marx-Stadt        | Mario Hernig, Steffen Stier, Jörg Stein, Harald Wolf        | 4:31,77 ↔ 4:34,86 |
| 3   | SC Turbine Erfurt         | Uwe Hochfeld, Mario Kummer, Detlef Macha, Jörg Windorf      | 4:32,58 ↔ 4:34,79 |
| 4   | SC DHfK Leipzig           | Uwe Ampler, Axel Grosser, Frank Herzog, Uwe Raab            | 4:32,58 ↔ 4:34,79 |
| 5   | TSC Berlin                | Cedrik Güthe, Christian Jäger, Michael Köller, Frank Kühn   | 4:36,78 ↔ 4:38,25 |
| 6   | SG Wismut Gera            | Jörg Köhler, Olaf Ludwig, Gerald Mortag, Andreas Wartenberg | 4:36,78 ↔ 4:38,25 |

### 200 Runden Punktefahren
Der Cottbuser Volker Winkler sicherte sich seinen vierten Titel im Punktefahren bei Winterbahnmeisterschaften. Trotz eines Sturzes mit dem Zweiten Hans-Joachim Pohl nach 95 Runden, blieben sie die bestimmenden Fahrer im Feld.
| Pl. | Fahrer            | Verein                    | Punkte              |
| --- | ----------------- | ------------------------- | ------------------- |
| 1   | Volker Winkler    | SC Cottbus                | 38                  |
| 2   | Hans-Joachim Pohl | ASK Vorwärts Frankfurt/O. | 24                  |
| 3   | Carsten Wolf      | SC Dynamo Berlin          | 21                  |
| 4   | Detlef Macha      | SC Turbine Erfurt         | 09                  |
| 5   | Jan Gloßmann      | SC Cottbus                | 07                  |
| 6   | Thomas Kapuste    | ASK Vorwärts Frankfurt/O. | 17 / 1 Runde zurück |

### 50-km-Zweier-Mannschaftsfahren
Die Lokalmatadoren Michael Köller und Frank Kühn sicherten sich ihren ersten Meistertitel im Zweier-Mannschaftsfahren.
| Pl. | Fahrer                            | Verein                    | Punkte                |
| --- | --------------------------------- | ------------------------- | --------------------- |
| 1   | Michael Köller / Frank Kühn       | TSC Berlin                | 22                    |
| 2   | Axel Grosser / Uwe Raab           | SC DHfK Leipzig           | 42 / 1 Runde zurück   |
| 3   | Volker Winkler / Frank Jesse      | SC Cottbus                | 05 / 1 Runde zurück   |
| 4   | Hardy Gröger / Dan Radtke         | ASK Vorwärts Frankfurt/O. | 0.7 / 3 Runden zurück |
| 5   | Holger Müller / Peter Scheibner   | SC Karl-Marx-Stadt        | .11 / 5 Runden zurück |
| 6   | Thomas Schenderlein / Jörg Köhler | SG Wismut Gera            | 0.7 / 6 Runden zurück |